# Université de Sapporo

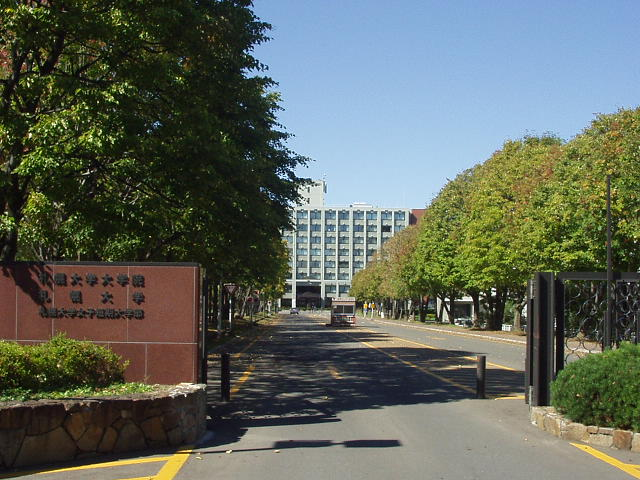
Entrée de l'Université de Sapporo

L' Université de Sapporo (札幌大学, Sapporo Daigaku), également connue sous le nom 札大 (Satsu-dai) comme abréviation, est une Université privée située dans la ville de Sapporo au Japon et fondée en 1967.

## Enseignants renommés
- Yūtokutaishi Akiyama, graveur, photographe
- Carlo Forlivesi (en), compositeur
- Tama Morita, écrivaine

## Anciens élèves
- Kazuya Kawabata (en), joueur de football
- Shoji Mitarai (Ph.D), « Visiting Scholar at Harvard University (assisted with Japan Ministry of Education's Negotiation Research project grant) ; Chairman of Japan Institute of Negotiation, & On the committee for the America-Japan Society of Hokkaido. On the drums for the Hokkaido Ventures ».